# Edmund Phipps (1808-1857)
Pour les autres membres de la famille, voir Famille Phipps (Angleterre).
Edmund Phipps (7 décembre 1808 - 28 octobre 1857) est avocat et auteur. 

## Carrière
Il est le troisième fils de Henry Phipps, premier comte de Mulgrave et diplômé du Trinity College d'Oxford en 1828. En 1832, il est admis au barreau du Inner Temple, avant de pratiquer le droit dans le circuit nord et d'être nommé enregistreur de Scarbrough et plus tard de Doncaster. 

## Travaux littéraires
En 1850, il publie Mémoires de la vie politique et littéraire de Robert Plumer Ward . La première épouse de Ward est la tante de Phipps. 
- Quelques mots sur les trois budgets amateurs de Cobden, Maggregor et Wason, James Ridgway, Londres, 1849
- La fille du roi René : "un drame lyrique danois. Par Henrik Herz. Rendu en vers anglais et illustré par une esquisse historique des fortunes et malheurs du bon roi René ", Richard Bentley, Londres, 1848 [2]
- L'histoire d'un billet de 1 000 £ ou d'une ruine de chemin de fer examinée, le nouveau mensuel, 1848
- Voyage de Cabet en Icare, revue trimestrielle, 1848
- Le recensement tardif, Edinburgh Review, 1845

## Vie privée
Le 15 mai 1838, il épouse Maria Louisa, veuve de Charles Norton, fille du lieutenant-général Colin Campbell Ils ont un seul enfant, Constantine Phipps (en), qui devient diplomate. 